# Championnats du monde de cyclisme sur piste 1910
Navigation
Copenhague 1909 Rome 1911

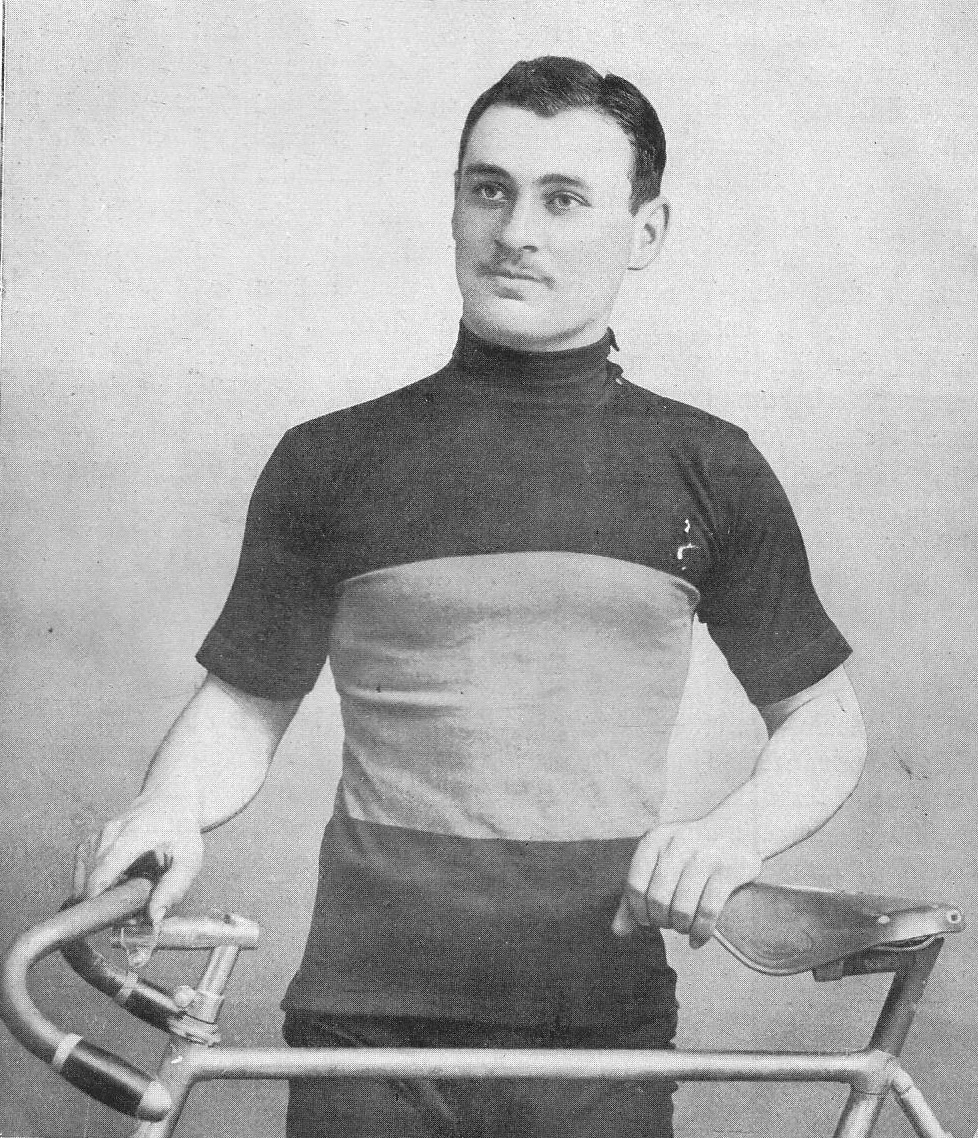
Henri Hens, le champion du monde de demi-fond amateurs

Les Championnats du monde de cyclisme sur piste 1910 ont eu lieu du 17 au 25 juillet au vélodrome de Karreveld à Bruxelles, en Belgique.
Il y a un incident durant l'épreuve de vitesse, l'allemand Henri Mayer, est classé deuxième par un juge italien dans la demi-finale l'opposant à Émile Friol, alors que les allemands voit Mayer premier. Les délégués allemands mettent fin aux compétitions et Walter Rütt ne peut courir la finale,,. L'Allemagne annonce son retrait de l'UCI peu de temps après.

## Résultats

### Podiums professionnels
| Compétition | Or                    | Argent                      | Bronze                      |
| ----------- | --------------------- | --------------------------- | --------------------------- |
| Vitesse     | Émile Friol France    | Thorvald Ellegaard Danemark | Walter Rütt Empire allemand |
| Demi-fond   | Georges Parent France | Léon Vanderstuyft Belgique  | Robert Walthour États-Unis  |

### Podiums amateurs
| Compétition | Or                             | Argent                      | Bronze                        |
| ----------- | ------------------------------ | --------------------------- | ----------------------------- |
| Vitesse     | William Bailey Grande-Bretagne | Karl Neumer Empire allemand | Paul Texier France            |
| Demi-fond   | Henri Hens Belgique            | Louis Delbor France         | Sydney Bailey Grande-Bretagne |

## Tableau des médailles
| Rang | Nation          | Or | Argent | Bronze | Total |
| ---- | --------------- | -- | ------ | ------ | ----- |
| 1    | France          | 2  | 1      | 1      | 4     |
| 2    | Belgique        | 1  | 1      | 0      | 2     |
| 3    | Grande-Bretagne | 1  | 0      | 1      | 2     |
| 4    | Allemagne       | 0  | 1      | 1      | 2     |
| 5    | Danemark        | 0  | 1      | 0      | 1     |
| 6    | États-Unis      | 0  | 0      | 1      | 1     |

## Liste des engagés
D'après L'Auto, :
- Vitesse amateurs
  -  France : Chéreau
  -  Italie : Guglielmo Morisetti (en)
  -  Suisse : Paul Suter
  -  Grande-Bretagne : Gérald C Anderson

- Vitesse professionnels
  -  Allemagne : Walter Rütt, Otto Meyer, Willy Arend, Henri Mayer
  -  Belgique : François Verlinden
  -  Danemark : Thorvald Ellegaard
  -  France :  Émile Friol, Victor Dupré, Julien Pouchois, Léon Comés, Léon Hourlier
  -  Pays-Bas : Guus Schilling
  -  Suisse Emil Dörflinger

- Demi-fond amateurs
  -  Belgique :Henri Hens
  -  France : Louis Delbor
  -  Grande-Bretagne : Sydney Bailey

- Demi-fond professionnels
  -  Allemagne : Bruno Demke, Fritz Theile
  -  Belgique : Léon Vanderstuyft, Yvan Goor, Victor Linart
  -  États-Unis : Robert Walthour
  -  France : Georges Sérès, Georges Parent, Louis Darragon
  -  Italie : Manera Vitale
  -  États-Unis : Nat Butler

## Die Oberweltmeisterschaft
L'Allemagne ne participe pas aux championnats du monde 1910 de demi-fond pour protester contre de prétendues mauvaises décisions et le Verband Deutscher Radrennbahnen (de), l'association des vélodromes allemands, organise le 18 septembre 1910 au vélodrome de Steglitz (Berlin) un « super championnat du monde » officieux des stayers professionnels, Die Oberweltmeisterschaft : 1er Piet Dickentman (NED), 2e Fritz Ryser (SUI), 3e Fritz Theile (GER).